# Terter Peak
Terter Peak är en bergstopp i Antarktis. Den ligger i Sydshetlandsöarna. Argentina, Chile och Storbritannien gör anspråk på området. Toppen på Terter Peak är 202 meter över havet.
Terrängen runt Terter Peak är kuperad åt nordost, men åt sydväst är den platt. Havet är nära Terter Peak åt sydväst. Trakten är glest befolkad. Närmaste befolkade plats är Maldonado Station, 10,1 kilometer norr om Terter Peak. 